# 부크 드라슈코비치
부크 드라슈코비치(세르비아어: Вук Драшковић, Vuk Drašković, 1946년 11월 29일 ~ )는 세르비아의 정치인, 외교관, 언론인, 작가이다.
세르비아 지티슈테에 위치한 메자(Međa) 마을에서 보스니아 헤르체고비나인 가문의 아들로 태어났다. 1969년부터 1978년 사이에 기자로 활동했으며 유고슬라비아의 국영 통신사인 탄유그에서 근무한 경력을 갖고 있다. 유고슬라비아의 노동자 단체인 유고슬라비아 노동자 동맹 평의회에서 활동했지만 공산주의 체제를 비판하는 소설을 발표하기도 했다.
1990년에는 세르비아 민족주의를 표방하는 정당인 세르비아 부흥 운동을 창당했으며 2000년에는 세르비아 민주 야당에 합류했다. 2004년 3월 3일부터 2007년 5월 15일까지 세르비아(2004년부터 2006년까지는 세르비아 몬테네그로) 외무부 장관을 역임했다.